# Бацман, Алеся Леонидовна
Але́ся Леони́довна Ба́цман (укр. Олеся Леонідівна Бацман; род. 3 октября 1984, Харьков, Украинская ССР, СССР) — украинская журналистка, телеведущая, главный редактор интернет-издания ГОРДОН. Жена журналиста Дмитрия Гордона.

## Биография
Родилась 3 октября 1984 года в Харькове, Украинская ССР в семье Леонида и Инны Бацман. В 2007 году окончила филологический факультет (отделение журналистики) Харьковского национального университета им. Василия Каразина с красным дипломом. Поступила в аспирантуру, но не окончила её, взяв академический отпуск.
Со второго курса работала в харьковской общественно-политической газете «Время» и авторской телевизионной программе Сергея Потимкова «Комендантский час», которая тогда выходила на «7-м канале». В 2005 году занимала должность шеф-редактора харьковской молодёжной газеты «Зебра».
В 2006 году переехала в Киев и шесть лет работала с Савиком Шустером редактором его программы. Журналистка говорила, что пять из шести лет «сидела в „ухе“ Савика на всех его эфирах». Во время работы в программе Шустера была внештатной корреспонденткой еженедельника «Бульвар Гордона» и газеты «Зеркало недели».
Бацман рассказывала, что со своим будущим мужем, журналистом Дмитрием Гордоном, и Савиком Шустером познакомилась в одно время — на четвёртом курсе университета, когда приехала брать у них интервью.
В конце четвертого курса во время одной из командировок в Киеве я сделала интервью с тремя людьми: Савиком Шустером, Дмитрием Гордоном и Юрием Фалесой. Интервью получились хорошие. Могу судить об этом только потому, что все трое предложили мне работу.
С ноября 2013 года возглавляет интернет-издание «ГОРДОН».
В июле 2017 года Бацман начала вести авторскую программу «Бацман Live» на телеканале NewsOne, а в сентябре перешла на канал «112 Украина», где её программа изменила название на «Бацман». Ведущая приглашала на интервью известных политиков, общественных и культурных деятелей. Журналистка рассказывала, что не была сотрудником этих телеканалов и не получала там зарплату.
Сотрудничество очень простое: приходя на канал, я даю ему интересный продукт и рейтинг — самое основное. Канал заинтересован в классных спикерах и классном продукте. А канал дает мне площадку, доступ к телеаудитории и плюс техническую составляющую: студию, камеры, режиссеров и так далее.
По словам Бацман, и на «NewsOne», и на «112 Украина» она самостоятельно выбирала гостей для эфиров, сама формулировала темы и вопросы — это было одним из условий сотрудничества.
В мае 2019 года Бацман сообщила, что прекращает сотрудничество с каналом «112 Украина» из-за влияния на него Виктора Медведчука — бывшего главы Администрации Президента Украины, кума президента РФ Владимира Путина. Она назвала дальнейшее пребывание на канале контрпродуктивным и вредным для себя. В феврале 2021 года поддержала блокировку в Украине телеканалов «112 Украина», NewsOne и ZIK, которые официально принадлежат ближайшему соратнику Медведчука, народному депутату от «Оппозиционной платформы — За жизнь» Тарасу Козаку.
Эта ситуация не про журналистов и не про свободу слова, она про то, как у группы людей, контролирующихся из России и живущих на российские деньги, в руках оказалось мощнейшее информационное оружие, которым они поражали мозги граждан Украины, и так каждый день страдающей от войны с Россией... Не берите денег у агрессора и спите спокойно.
Бацман заявила, что теперь будет развивать собственный YouTube-канал «Алеся Бацман». В январе 2021 года канал журналистки получил «Серебряную кнопку» от YouTube — количество его подписчиков превысило 100 тыс. По состоянию на июнь 2025 года на канал подписано более 275 тыс. человек.
В январе 2022 года Бацман и Гордон запустили в YouTube ток-шоу «ГОРДОН». Журналист заявил, что это первое в мире политическое ток-шоу на этой платформе. В студии гости обсуждали актуальные политические и социальные темы. Программа выходила раз в неделю. До 24 февраля, когда Россия начала полномасштабное вторжение в Украину, было четыре эфира. После этого выход ток-шоу приостановили.
В марте 2024 года международная неправительственная организация «Репортёры без границ» запустила проект «Свобода», в рамках которого в России, странах Балтии и на оккупированных территориях Украины транслируют девять русскоязычных теле- и радиоканалов, в частности канал Gordon live. На нём в режиме 24/7 показывают интервью Гордона и Бацман, а также контент с их YouTube-каналов. Презентация проекта состоялась в Европарламенте при участии и поддержке вице-президента Еврокомиссии Веры Йоуровой. В общей сложности этот проект доступен для 61 млн домохозяйств, в том числе для 4,5 млн домохозяйств в РФ и примерно 800 тыс. — на оккупированных территориях Украины. Его главная цель — предоставление людям качественной информации, а также борьба с российской пропагандой, сказали в интервью Бацман тогдашний генеральный секретарь «Репортёров без границ» Кристоф Делуар и руководитель проекта «Свобода» Джим Филлипофф. «Мы хотим перевернуть логику пропаганды. Мы не хотим противопоставить пропаганду пропаганде. Это было бы не очень хорошее средство. Мы хотим иметь независимую журналистику. Чтобы она транслировалась на аудиторию, которая живет в пропагандистских режимах», — объяснил Делуар.

## Творчество
Бацман с детства занимается вокалом. Участвовала в нескольких телевизионных концертах.

## Личная жизнь
Замужем за украинским журналистом, телеведущим, писателем Дмитрием Гордоном. У пары трое детей: Санта (род. 2012), Алиса (род. 2016), Лиана (род. 2019).